# Iordan Iovtxev
Iordan Iovtxev (en búlgar: Йордан Йовчев) (Plòvdiv, Bulgària 1973) és un gimnasta artístic búlgar, guanyador de quatre medalles olímpiques.

## Biografia
Va néixer el 24 de febrer de 1973 a la ciutat de Plòvdiv, població situada a la província del mateix nom.

## Carrera esportiva
Va participar, als 19 anys, en els Jocs Olímpics d'Estiu de 1992 celebrats a Barcelona (Catalunya), on va aconseguir finalitzar en desena posició en la prova masculina d'equips com a resultat més destacat. En els Jocs Olímpics d'Estiu de 1996 realitzats a Atlanta (Estats Units) finalitzà en quarta posició en la prova d'anelles i sisè en la prova per equips, aconseguint així sengles diplomes olímpics, com a resultats més destacats.
En els Jocs Olímpics d'Estiu de 2000 realitzats a Sydney (Austràlia) aconseguí guanyar dues medalles de bronze en les proves d'exercici de terra i anelles, així com un vuitè lloc en la prova individual. En els Jocs Olímpics d'Estiu de 2004 realitzats a Atenes (Grècia) aconseguí guanyar la medalla de plata en la prova d'anelles i revalidar la seva medalla de bronze en la prova d'exercici de terra. En els Jocs Olímpics d'Estiu de 2008 realitzats a Pequín (República Popular de la Xina), la seva última participació olímpica, finalitzà vuitè en la prova d'anelles.
Al llarg de la seva carrera ha guanyat tretze medalles en el Campionat del Món de gimnàstica artística, entre elles quatre medalles d'or, i nou medalles en el Campionat d'Europa de l'especialitat.